# Theo contre le reste du monde
Pour plus de détails, voir Fiche technique et Distribution.
Theo contre le reste du monde (titre original : Theo gegen den Rest der Welt) est un film allemand réalisé par Peter F. Bringmann (de), sorti en 1980.
Il s'agit de la suite du téléfilm Aufforderung zum Tanz (de) réalisé par Peter F. Bringmann et diffusé en 1977.

## Synopsis
Le chauffeur de camion de Herne Theo Gromberg dirige une petite entreprise de transport avec son ami italien Enno, le seul véhicule et tout le capital est une semi-remorque Volvo. Theo revient d'une mission de 800 kilomètres complètement épuisé. Il doit encore faire une pause pipi. Son camion est alors volé. Un peu plus tard, il le voit passer de l'autre côté. Sous l'impulsion du moment, Theo saute dans la Fiat 500 de l'étudiante en médecine suisse Ines Röggeli et suit le camion jusqu'à ce que le moteur de la petite voiture surchauffe. Son partenaire Enno, qu'il avait prévenu, est venu le chercher dans un Peugeot 404 break emprunté, avec des poulets sur la zone de chargement, qui doivent être emmenés à une exposition avicole à Bielefeld dans l'après-midi. Ines les rejoint afin d'obtenir réparation de leur préjudice. Theo avoue à Enno qu'il a chargé des marchandises illégales comme fret de retour et qu'il voulait utiliser les frais pour payer le dernier versement pour le camion, c'est pourquoi ils ne peuvent pas porte plainte à la police.
À Liège, où, selon Theo, les camions volés sont pris en charge, ils retrouvent leur Volvo, mais lorsque Theo tente d'entrer dans la cabine, les voleurs l'assomment. Ils se rendent chez Maurice "Doppel-Dieter" Moreau, un tenancier de bordel connu de Theo, et reçoivent des informations selon lesquelles leur camion volé pourrait se trouver à Marseille.
Théo, Enno et Ines errent vers Marseille pendant la nuit. Théo n'utilise que la petite carte de l'Europe dans son calendrier de poche comme guide, se perd et quitte la route à l'aube. Alors qu'ils s'apprêtent à prendre leur petit-déjeuner, ils se rendent compte qu'ils sont suivis par l'agent de recouvrement de leur prêteur, à qui ils doivent encore la dernière échéance. Comme ils se trouvent désormais dans la zone frontalière franco-suisse, ils décident de ramener Ines à la maison en premier.
La Peugeot est morte quand ils y arrivent. Ines n'a pas encore dit à ses riches parents qu'elle a échoué au cours de physique. Pour les soutenir, Enno et Théo acceptent leur invitation à rester. À la réception à l'occasion de l'examen soi-disant réussi, Théo explique aux petits-bourgeois réunis à quel point il est sans importance qu'Inès ait échoué. Après tout, il a également échoué deux fois à l'examen du permis de conduire, mais il est maintenant le champion de Westphalie du slalom camion. Enno apprend que sa ville natale italienne de Milan est une plaque tournante pour les camions volés et il décide de s'y rendre pour retrouver le camion avec l'aide de son frère. Théo veut toujours aller à Marseille, ils se séparent à la gare, où Théo rencontre à nouveau le collecteur de dettes, qui reporte le paiement de 72 heures, mais souligne son sérieux en cassant le doigt de Theo.
Ensuite, Theo se transporte comme passager clandestin dans la caravane d'une famille de campeurs allemands. Cependant, elle ne va pas dans le sud de la France, mais aussi à Milan, où les trois se retrouvent. Enno obtient d'une connaissance louche de son frère, épris d'Ines, la promesse de ramener la Volvo à Gênes. Mais quand Théo s'amuse avec la fille Angelina dans sa caravane, une bagarre s'ensuit, à laquelle les amis ne pourront échapper que si le collecteur de dettes intervient à nouveau. Le frère d'Enno la conduit à Gênes dans son bus touristique. Dans la nuit, Ines examine le doigt très enflé de Théo et doit l'amputer.
D'un point de vue à Gênes, ils aperçoivent leur camion Volvo sur un cargo, qui part cependant pour Naples avant de pouvoir l'atteindre. Ines se fait conduire à Naples dans un vol effréné avec un pilote ivre dans un avion branlant. Ils atteignent le bon navire, mais se rendent compte que la Volvo qu'ils ont vue n'est pas du tout la leur, car elle a le volant sur le côté droit. Le collecteur de dettes réapparaît, car la dernière prolongation du délai vient de passer. Ils s'enfuient sur un bateau de pêche, et comme le camion doit être à Marseille après tout, ils font le trajet par la mer, car la distance n'est que de douze millimètres (sur la carte d'Europe du calendrier de poche de Théo).

## Fiche technique
- Titre : Theo contre le reste du monde
- Titre original : Theo gegen den Rest der Welt
- Réalisation : Peter F. Bringmann (de) assisté de Barbara Rieck
- Scénario : Matthias Seelig (de)
- Musique : Lothar Meid
- Direction artistique : Götz Heymann (de)
- Costumes : Gerlind Gies, Esther Walz
- Photographie : Helge Weindler (de)
- Son : Jan van der Eerden
- Montage : Annette Dorn (de)
- Production : Michael Wiedemann (de)
- Société de production : Tura-Film
- Société de distribution : Filmverlag der Autoren
- Pays d'origine :  Allemagne de l'Ouest
- Langue : Allemand
- Format : Couleur - 1,66:1 - mono - 35 mm
- Genre : Comédie
- Durée : 106 minutes
- Dates de sortie :
  - Allemagne de l'Ouest : 25 septembre 1980.
  - Pays-Bas : 29 avril 1982.
  - Danemark : 15 novembre 1982.
  - France : 1er mai 1983[1].
  - Portugal : 11 novembre 1983.

## Distribution
- Marius Müller-Westernhagen : Theo Gromberg
- Guido Gagliardi (de) : Enno Goldini
- Claudia Demarmels : Ines Röggeli
- Carlheinz Heitmann (de) : Kredithai
- Peter Berling : Doppel-Dieter
- Udo Weinberger : Helmut, camionneur
- Axel Schiessler : Siggi, camionneur
- Horst Bergmann (de) : le père vacancier
- Ursula Strätz : la mère vacancière
- Anette Woll : la fille des vacanciers
- Inigo Gallo (de) : le père d'Ines
- Trudi Roth (de) : la mère d'Ines
- Oskar Hoby (de) : Oncle Robert
- Elmar Brunner : Rüdiger
- Rolando Comanidini : Beppo
- Eolo Capritti (it) : Baffo
- Mario Pedone (it) : Emilio
- Alessandra May : Angelina
- Ricardo Parisio Perotti : le docteur italien
- Marquard Bohm : le pilote

## Production
Des scènes de Theo contre le reste du monde sont réalisées à Herne, en Allemagne, au Clos-du-Doubs et à Aeschiried, en Suisse.

## Récompenses
Marius Müller-Westernhagen reçoit le Prix Ernst-Lubitsch (de) pour son interprétation et en 1981 le Jupiter du meilleur acteur.
Avec plus de 3,4 millions d'entrées, le film est le plus grand succès cinématographique allemand de 1980 et a reçu un Goldene Leinwand.